# ایمی گودمن
 ایمی گودمن (انگلیسی: Amy Goodman؛ زاده ۱۳ آوریل ۱۹۵۷) یک خبرنگار اهل ایالات متحده آمریکا است.
وی همچنین برنده جوایزی همچون جایزه نوبل آلترناتیو شده است.